# Agir ensemble pour les droits humains
Pour les articles homonymes, voir Agir ensemble.
 (août 2022).
Agir ensemble pour les droits humains est une ONG fondée en 1989 dont le siège est à Lyon, en France.
Agir ensemble dispose du statut d’observateur auprès de la Commission africaine des droits de l'Homme et des peuples (CADHP) depuis 1993 et du statut consultatif auprès de l'ONU (ECOSOC) depuis 1998.

## Histoire
L'association est créée en 1992, sous le nom d'Agir ensemble pour les droits de l'Homme, par André Barthélémy, qui en deviendra le président jusqu'en 2012, suivi par John Edmundson jusqu'en 2017 et par Tim Hughes  jusqu'à  maintenant. En 2020, elle prend le nom d'Agir ensemble pour les droits humains.[réf. souhaitée]

## Actions
Agir ensemble a pour mission de promouvoir et de défendre, à travers le monde, les droits et libertés inscrits dans la Déclaration universelle des droits de l'homme et d'autres textes fondateurs, en particulier le Pacte international sur les droits civils et politiques, la Charte africaine des droits de l'homme et des peuples, la Convention européenne des droits de l'homme, la Convention interaméricaine relative aux droits de l'homme (Pacte de San José) et la Convention contre la torture.[réf. souhaitée]

## Fonctionnement

### Organisation
Le Conseil d’Administration d’Agir ensemble est constitué de 12 membres. L’ONG est présidée par Tim Hughes depuis l'été 2017.

### Ressources
Les ressources financières nécessaires à l’action d’Agir ensemble proviennent des dons de particuliers ou de personnes morales, des ressources propres de l’ONG, de subventions accordées par des bailleurs publics ou privés. L'ONG bénéficie notamment du soutien financier de l'Union européenne (Instrument européen pour la démocratie et les droits de l'homme), de l'Agence française de développement, de la Région Rhône-Alpes, de la ville de Lyon, de la ville de Villeurbanne, de la Fondation NED (National Endowment for Democracy), de la Fondation MacArthur, de la Fondation Oak, de la Fondation de France, de la Fondation pour les droits humains, de la Fondation Un monde par tous, du CCFD-Terre solidaire, du Secours populaire français (Fédération du Rhône), de l’association Res Publica et de l'ACEB 71.